# Chivres-Val
 Chivres-Val  là một xã ở tỉnh Aisne, vùng Hauts-de-France thuộc miền bắc nước Pháp.